# Vol Somali Airlines 40
Le vol Somali Airlines 40 était un vol intérieur régulier de passagers, exploité par un Fokker F27 de la compagnie aérienne nationale somalienne, Somali Airlines, entre Mogadiscio et Hargeisa, en Somalie, qui s'est écrasé le 20 juillet 1981, quelques minutes après le décollage. 
Les 44 passagers et les six membres d'équipage présent à bord ont tous été tués, ce qui en fait l'accident aérien le plus meurtrier survenu en Somalie.

## Déroulement du vol
Le vol 40 décolle de l'aéroport international de Mogadiscio, à destination de l'aéroport International Egal d'Hargeisa. Il retourne ensuite à l'aéroport de Mogadiscio pour quelques problèmes de maintenance, avant de repartir une deuxième fois. 
Quelques minutes après le décollage, l'avion entre dans une zone orageuse intense, avec de fortes pluies et des turbulences extrêmes. L'équipage perd ensuite le contrôle de l'appareil, qui s'écrase près de la ville de Balad (en), ne laissant aucun survivant parmi les 50 personnes à bord.

## Enquête
L'enquête sur le crash du vol 40 a permis de déterminer que l'avion est parti dans un piqué en spirale, après avoir rencontré de fortes rafales de vent verticales. Les charges aérodynamiques sur la cellule de l'avion pendant le piqué ont augmenté jusqu'à environ 5,76 g, dépassant alors les limites de conception du Fokker F27 et provoquant la séparation de son aile droite en vol. 
Elle a conclu que l'équipage avait commis une grave erreur en choisissant de décoller dans des conditions orageuses, qui étaient alors connues par les pilotes et les contrôleurs aériens.